# Damien Delaney
Damien Delaney (Cork, Irlanda, 20 de julio de 1981) es un exfutbolista irlandés que jugaba de defensa.
El 4 de julio de 2019 anunció su retirada como futbolista profesional.

## Selección nacional
Fue internacional con la selección de fútbol de Irlanda en 9 ocasiones.

## Clubes
| Club                                | País       | Año       |
| ----------------------------------- | ---------- | --------- |
| Cork City F. C.                     | Irlanda    | 1998-2000 |
| Leicester City F. C.                | Inglaterra | 2000-2002 |
| Stockport County F. C. (cedido)     | Inglaterra | 2001-2002 |
| Huddersfield Town A. F. C. (cedido) | Inglaterra | 2002      |
| Mansfield Town F. C. (cedido)       | Inglaterra | 2002      |
| Hull City A. F. C.                  | Inglaterra | 2002-2008 |
| Queens Park Rangers F. C.           | Inglaterra | 2008-2009 |
| Ipswich Town F. C.                  | Inglaterra | 2009-2012 |
| Crystal Palace F. C.                | Inglaterra | 2012-2018 |
| Cork City F. C.                     | Irlanda    | 2018      |
| Waterford United F. C.              | Irlanda    | 2019      |